# Liste der Flughäfen in Togo
Die Liste der Flughäfen in Togo zeigt die zivilen Flughäfen des westafrikanischen Staates Togo, geordnet nach Orten.
| Ort            | ICAO-Code | IATA-Code | Name des Flughafens                       |
| -------------- | --------- | --------- | ----------------------------------------- |
| Anié           | DXKP      |           | Flughafen Kolokope                        |
| Atakpamé       | DXAK      |           | Flughafen Akpaka                          |
| Dapaong        | DXDP      |           | Flughafen Djangou                         |
| Lomé           | DXXX      | LFW       | Flughafen Lomé (Gnassingbé Eyadéma Int'l) |
| Niamtougou     | DXNG      | LRL       | Flughafen Niamtougou                      |
| Sansanne Mango | DXMG      |           | Flughafen Sansanné-Mango                  |
| Sokodé         | DXSK      |           | Flughafen Sokodé                          |